# Region Mexiko (Little League Baseball World Series)
Die Region Mexiko ist eine der acht internationalen Regionen, welche Teilnehmer an die Little League Baseball World Series, dem größten Baseball-Turnier für Jugendliche, entsendet. Bis zum Jahre 2000 war Mexiko in der Gruppe Lateinamerika eingegliedert. Mit der Erhöhung der Teilnehmerzahl bekam Mexiko eine eigene Gruppe.

## Teilnehmende Mannschaften

Teilnehmer der Region Mexiko

An den mexikanischen Meisterschaften nehmen Mannschaften aus den angeschlossenen Regionen teil. Die Regionen entsprechen meistens den Bundesstaaten.
- Region 1:  Nuevo León
- Region 2:  Tamaulipas
- Region 3:  Coahuila &  Jalisco
- Region 4:  Baja California,  Sinaloa &  Sonora
- Region 5:  Chihuahua
- Region 6:  Distrito Federal

Die weiteren Bundesstaaten stellen keine Mannschaften.

## Mexikanische Meisterschaften

### Finalergebnisse
| Jahr | Gastgeber    | Gewinner                               | Resultat | Zweiter                           |
| ---- | ------------ | -------------------------------------- | -------- | --------------------------------- |
| 2001 | Monterrey    | Matamoros (Matamoros)                  | 3-0      | Villahermosa (Ciudad Juárez)      |
| 2002 | Monterrey    | Country (Monterrey)                    | 6-3      | Niños Heroes (Reynosa)            |
| 2003 | Hermosillo   | Olmeca (Mexiko-Stadt)                  | 3-2      | Guaymas Sector Pesca (Guaymas)    |
| 2004 | Monterrey    | Linda Vista (Guadalupe)                | 4-0      | La Mala Torres (Guadalupe)        |
| 2005 | Reynosa      | Seguro Social (Mexicali)               | 5-2      | Olmeca (Mexiko-Stadt)             |
| 2006 | Monterrey    | Matamoros (Matamoros)                  | 10-0     | Santa Catarina (Santa Catarina)   |
| 2007 | Mexiko-Stadt | Seguro Social (Mexicali)               | 11-0     | Beto Avila (Boca del Río)         |
| 2008 | Monterrey    | Matamoros (Matamoros)                  | 5-1      | Guaymas Sector Pesca (Guaymas)    |
| 2009 | Reynosa      | Guadalupe Treviño Kelly (Reynosa)      | 12-0     | Maya (Mexiko-Stadt)               |
| 2010 | Monterrey    | Oriente (Nuevo Laredo)                 | 3-1      | Satellite (Ciudad Juárez)         |
| 2011 | Mexicali     | Seguro Social (Mexicali)               | 4-1      | Mitras (Monterrey)                |
| 2012 | Monterrey    | Oriente (Nuevo Laredo)                 | 10-7     | Santa Catarina (Santa Catarina)   |
| 2013 | Reynosa      | Municipal De Tijuana (Tijuana)         | 11-5     | Beto Avila (Boca del Río)         |
| 2014 | Monterrey    | Linda Vista (Guadalupe)                | 12-6     | Félix Arce (Mexicali)             |
| 2015 | Matamoros    | Seguro Social (Mexicali)               | 13-7     | Conno (Hermosillo)                |
| 2016 | Monterrey    | San Nicolás (San Nicolás de los Garza) | 6-5      | Norte (Hermosillo)                |
| 2017 | Sabinas      | Guadalupe Treviño Kelly (Reynosa)      | 3-1      | Matamoros (Matamoros)             |
| 2018 | Monterrey    | Matamoros (Matamoros)                  | 5-3      | Guadalupe Treviño Kelly (Reynosa) |

### Mannschaften mit den meisten Titeln
| Mannschaft               | Stadt                    | Anzahl Titel | Jahre                  |
| ------------------------ | ------------------------ | ------------ | ---------------------- |
| Seguro Social            | Mexicali                 | 4            | 2005, 2007, 2011, 2015 |
| Matamoros                | Matamoros                | 4            | 2001, 2006, 2008, 2018 |
| Guadalupe Treviño Kelly  | Reynosa                  | 2            | 2009, 2017             |
| Oriente                  | Nuevo Laredo             | 2            | 2010, 2012             |
| Linda Vista              | Guadalupe                | 2            | 2004, 2014             |
| Country                  | Monterrey                | 1            | 2002                   |
| Olmeca                   | Mexiko-Stadt             | 1            | 2003                   |
| Municipal De Tijuana     | Tijuana                  | 1            | 2013                   |
| San Nicolás de los Garza | San Nicolás de los Garza | 1            | 2016                   |

### Bundesstaat/Bundesdistrikt mit den meisten Titeln
| Bundesstaat Bundesdistrikt | Erster Titel | Anzahl Meisterschaften | Anzahl Zweite Plätze |
| -------------------------- | ------------ | ---------------------- | -------------------- |
| Tamaulipas                 | 2001         | 8                      | 1                    |
| Baja California            | 2005         | 5                      | 1                    |
| Nuevo León                 | 2002         | 5                      | 4                    |
| Distrito Federal           | 2003         | 1                      | 2                    |
| Sonora                     | -            | 0                      | 4                    |
| Chihuahua                  | -            | 0                      | 2                    |
| Veracruz                   | -            | 0                      | 2                    |

## Mexiko an den Little League World Series

### Teilnahmen
| Jahr | Mannschaft              | Stadt                    | LLWS Region   | Ergebnis an LLWS   | W–L |
| ---- | ----------------------- | ------------------------ | ------------- | ------------------ | --- |
| 1957 | Industrial              | Monterrey                | Süd           | Weltmeister        | 4–0 |
| 1958 | Industrial              | Monterrey                | Lateinamerika | Weltmeister        | 3–0 |
| 1960 | Industrial              | Monterrey                | Lateinamerika | 4. Platz           | 1–2 |
| 1961 | Industrial              | Monterrey                | Lateinamerika | 3. Platz           | 2–1 |
| 1962 | Del Norte               | Monterrey                | Lateinamerika | 4. Platz           | 2–1 |
| 1963 | Obispado                | Monterrey                | Lateinamerika | 5. Platz           | 1–2 |
| 1964 | Obispado                | Monterrey                | Lateinamerika | 2. Platz           | 2–1 |
| 1966 | Cuauhtemoc              | Monterrey                | Lateinamerika | 6. Platz           | 1–2 |
| 1967 | Linares                 | Linares                  | Lateinamerika | 4. Platz           | 1–2 |
| 1973 | Mitras                  | Monterrey                | Lateinamerika | 6. Platz           | 1–2 |
| 1981 | Unidad Modelo           | Monterrey                | Lateinamerika | 7. Platz           | 1–2 |
| 1985 | Mexicali                | Mexicali                 | West          | 2. Platz           | 2–1 |
| 1990 | Matamoros               | Matamoros                | Lateinamerika | 5. Platz           | 1–1 |
| 1997 | Linda Vista             | Guadalupe                | Lateinamerika | Weltmeister        | 5–0 |
| 1998 | Linda Vista             | Guadalupe                | Lateinamerika | Gruppenphase       | 0–3 |
| 2001 | Matamoros               | Matamoros                | Mexiko        | Viertelfinale      | 2–2 |
| 2002 | Country                 | Monterrey                | Mexiko        | Gruppenphase       | 1–2 |
| 2003 | Olmeca                  | Mexiko-Stadt             | Mexiko        | Viertelfinale      | 2–2 |
| 2004 | Linda Vista             | Guadalupe                | Mexiko        | 4. Platz           | 3–3 |
| 2005 | Seguro Social           | Mexicali                 | Mexiko        | Gruppenphase       | 1–2 |
| 2006 | Matamoros               | Matamoros                | Mexiko        | 3. Platz (geteilt) | 3–2 |
| 2007 | Seguro Social           | Mexicali                 | Mexiko        | Gruppenphase       | 1–2 |
| 2008 | Matamoros               | Matamoros                | Mexiko        | 2. Platz           | 5–1 |
| 2009 | Guadalupe Treviño Kelly | Reynosa                  | Mexiko        | 3. Platz           | 5–1 |
| 2010 | Oriente                 | Nuevo Laredo             | Mexiko        | Gruppenphase       | 2–2 |
| 2011 | Seguro Social           | Mexicali                 | Mexiko        | 3. Platz (geteilt) | 3–1 |
| 2012 | Oriente                 | Nuevo Laredo             | Mexiko        | Runde 4            | 3–2 |
| 2013 | Municipal De Tijuana    | Tijuana                  | Mexiko        | 3. Platz           | 4–2 |
| 2014 | Linda Vista             | Guadalupe                | Mexiko        | Int. Halbfinale    | 3–2 |
| 2015 | Seguro Social           | Mexicali                 | Mexiko        | Runde 4            | 4–3 |
| 2016 | San Nicolás             | San Nicolás de los Garza | Mexiko        | Int. Halbfinale    | 3–2 |
| 2017 | Guadalupe Treviño Kelly | Reynosa                  | Mexiko        | 3. Platz           | 5-2 |
| 2018 | Matamoros               | Matamoros                | Mexiko        | Runde 2            | 1-2 |

### Ergebnisse nach Bundesstaat/Bundesdistrikt
| Provinz          | Erste Teilnahme | Anzahl Teilnahmen | W-L an den LLWS | %    |
| ---------------- | --------------- | ----------------- | --------------- | ---- |
| Nuevo León       | 1957            | 17                | 31-28           | .525 |
| Tamaulipas       | 1990            | 9                 | 27-15           | .643 |
| Baja California  | 1985            | 6                 | 15–11           | .577 |
| Distrito Federal | 2003            | 1                 | 2–2             | .500 |
| Total            |                 | 33                | 75–56           | .573 |

 Stand nach den Little League World Series 2018